# Harem
 Ovo je glavno značenje pojma Harem. Za druga značenja pogledajte Harem (razdvojba).
Izraz harem (arapski <haram / حرامw /ḥarām / "zabranjen, tabu, svet") koristi se u islamskim zemljama općenito za sve ono što je zabranjeno, kao i ono što se smatra rezerviranim, "svetim". Tako se haremom naziva bliža okolina Meke i Medine, ograđeno dvorište džamije kao i muslimansko groblje, ali i onaj dio muslimanske kuće koji je rezerviran za žene, gdje je pristup muškarcima zabranjen.U islamskom svijetu samo su sultani imali svoje vlastite hareme.
Riječ je u Europu stigla preko Osmanskog Carstva, i koristi se kao naziv za više žena koje žive u poliginijskom odnosu s jednim muškarcem, kao i za prostor u koji je zabranjen pristup muškarcima.   
ponekad i haremluk označava zatvoren i čuvan prostor za stanovanje jednog saraja ili kuće u kojem žive žene. Sve žene jednog domaćinstva orijentalnih velikodostojnika ili glave obitelji (suprotno tome selamluk).
Žene su u pravilu bile pod nadzorom prve žene (ili eunuha). U vladarskim kućama ta prva žena smatrana je obično vladaricom. Haremske strukture su bile, a i još uvijek su, vrlo rasprostranjene. Haremi su poslovično bili poznati po spletkama, no često su to bila i mjesta s vrlo visokom kulturom ili umjetnošću.
Žene koje je iz harema sultan odabrao, imale su svoj strogo zatvoren saraj, s nekom vrstom vlastitog "dvora", s agama, eunusima i haremskim služavkama (odaliskama). 

## Židovstvo
Opisan je veliki harem izraelskog kralja Salomona. U haremu su bile i nevjernice, poganke, što je izazvalo velike rasprave sa svećenicima.

## Egipat
Haremi su postojali i u Egiptu. Faraoni su imali velike hareme u kojima su, kao i u židovskim, redovno bile dobivene ili silom dovedene robinje.-->